# Brumov
Brumov község Csehországban, Brno-vidéki járásban. Brumov Černovice, Strhaře, Osiky és Bedřichov településekkel határos. Lakosainak száma 256 fő (2024. január 1.).

## Népesség
A település lakosságának változását az alábbi diagram mutatja:
| Lakosok száma | 325  | 302  | 290  | 294  | 270  | 241  | 234  | 245  | 250  | 256  |
|               | 1869 | 1900 | 1921 | 1961 | 1980 | 2011 | 2016 | 2019 | 2021 | 2024 |